# Зої Дойч
Зої Френсіс Шая Томпсон Дойч (англ. Zoey Francis Chaya Thompson Deutch; нар. 10 листопада 1994, Лос-Анджелес, Каліфорнія, США) — американська акторка.

## Життєпис
Донька акторки Лії Томпсон та режисера Говарда Дойча. Вона народилася в Лос-Анджелесі, США. ЇЇ старша сестра Медді також акторка. Зої виховувалась в юдейській вірі, вона навіть проходила обряд бат-міцва — прийом дівчаток у доросле юдаїстське об'єднання.
Навчалася в Оквудській школі, а старшу школу закінчила з поглибленим вивченням театрального мистецтва.

## Кар'єра
Дойч почала зніматися в підлітковому віці. Вона була затверджена на роль у ситкомі «Розкішне життя на палубі» телеканалу Disney Channel. У 2011 вийшов фільм «Майор Капкейк», в якому Зої дебютувала як кіноакторка. У тому ж році вона приєдналась до акторського складу телесеріалу «Двійник». У неї була роль пасербиці Шиван Мартін (Сара Мішель Ґеллар).
У фентезійній мелодрамі «Прекрасні створіння» 2013 року акторка виконала роль Емілі Ашер. В екранізації бестселера Райчел Мід 2014 року «Академія вампірів» зіграла подружку Лісси Розмарі (Люсі Фрай). У 2016 вийшло шість фільмів з акторкою. Зокрема у комедії «Хтивий дідусь» вона зіграла кохану Джейсона Келлі (Зак Ефрон). У комедійній драмі про студентів коледжу «Кожному своє» Зої виконала роль Беверлі. У фільмі «Матриця часу» акторка зіграла головну героїню Саманту Кінгстон.

## Особисте життя
У 2012 почала зустрічатися з актором Еваном Джогія. Після п'яти років стосунків вони розлучилися наприкінці 2016 року.

## Фільмографія

### Фільми
| Рік  | Назва                        | Оригінальна назва           | Роль                  |
| ---- | ---------------------------- | --------------------------- | --------------------- |
| 2011 | «Майор Капкейк»              | Mayor Cupcake               | Лана Мароні           |
| 2013 | «Прекрасні створіння»        | Beautiful Creatures         | Емілі Ашер            |
| 2014 | «Академія вампірів»          | Vampire Academy             | Розмарі               |
| 2016 | «Хтивий дідусь»              | Dirty Grandpa               | Шадія                 |
| 2016 | «Кожному своє»               | Everybody Wants Some!!      | Беверлі               |
| 2016 | «Вінсент і Роксі»            | Vincent-N-Roxxy             | Кейт                  |
| 2016 | «Хороші діти»                | Good Kids                   | Нора Салліван         |
| 2016 | «Чому він?»                  | Why Him?                    | Стефані Флемінг       |
| 2017 | «Матриця часу»               | Before I Fall               | Саманта Кінгстон      |
| 2017 | «Бунтар у житі»              | Rebel in the Rye            | Уна О'Ніл             |
| 2017 | «Горе-творець»               | The Disaster Artist         | Боббі                 |
| 2017 | «Квітка»                     | Flower                      | Еріка                 |
| 2017 | «Рік вражаючої людини»       | The Year of Spectacular Men | Сабріна               |
| 2018 | «Підстава»                   | Set It Up                   | Гарпер Мур            |
| 2018 | «Річард говорить „Прощавай“» | The Professor               | Клер                  |
| 2019 | «Вітаємо у Зомбіленді 2»     | Zombieland: Double Tap      | Меддісон              |
| 2022 | «Костюм»                     | The Outfit                  | Мейбл Шон             |
| 2024 | «Присяжний №2»               | Juror No. 2                 | Еллісон «Еллі» Крюсон |
| 2025 | «Кохатися втрьох»            | The Threesome               | Олівія                |

### Телебачення
| Рік       | Назва                                                         | Оригінальна назва                | Роль             | Примітки    |
| --------- | ------------------------------------------------------------- | -------------------------------- | ---------------- | ----------- |
| 2010–2011 | «Розкішне життя на палубі»                                    | The Suite Life on Deck           | Майя Беннетт     | 7 епізодів  |
| 2011      | «Алилуя»                                                      | Hallelujah                       | Віллоу Тернер    | телефільм   |
| 2011      | «NCIS: Полювання на вбивць»                                   | NCIS                             | Лорін            | 1 епізод    |
| 2011      | «Криміналісти: мислити як злочинець. Поведінка підозрюваного» | Criminal Minds: Suspect Behavior | Крісті Енн       | 1 епізод    |
| 2011–2012 | «Двійник»                                                     | Ringer                           | Джулієт Мартін   | 18 епізодів |
| 2013      | «Переплутані»                                                 | Switched at Birth                | Еліза Сайєр      | 2 епізоди   |
| 2019–2020 | «Політик»                                                     | The Politician                   | Інфініті Джексон | 15 епізодів |